# Senna atomaria
La bruca macho (Senna atomaria) es una especie de planta fanerógama perteneciente a la  subfamilia Caesalpinioideae. En Puerto Rico se la denomina adormidera.

## Descripción
Son arbustos arborescentes, que alcanzan un tamaño de 3–12 m de alto, las partes jóvenes suavemente piloso-tomentulosas, malolientes. Hojas mayormente 10–25 cm de largo; folíolos 2–5 pares, más grandes en la parte distal, los del par terminal generalmente obovado-obtusos, 3–11 cm de largo y 1.5–5.5 cm de ancho, margen revoluto; nectario ausente, raquis 1.5–9 cm de largo, pecíolos 25–65 mm de largo, estípulas subuladas, hasta 5 mm de largo, frecuentemente persistentes. Racimos brotando desde braquiblastos o a veces axilares, con 5–15 flores, eje y pedúnculo 2–7 cm de largo, pedicelos 15–25 mm de largo; sépalos gradualmente distintos, el interno más largo de 5–7.5 mm de largo; pétalos heteromorfos, el más largo de los dos opuesto al vexilar de 13–23 mm, con la uña gruesa y lámina doblada sobre el androceo; anteras de los 7 estambres fértiles subisomorfas, 3–4.5 mm de largo, truncadas; estilo 0.9–1.8 mm de largo, óvulos 45–70. Fruto péndulo, plano-comprimido, 22–35 cm de largo y 0.8–1.2 cm de ancho, con suturas engrosadas, las valvas leñosas, negruzcas, estípite corto; semillas areoladas, las cuales se liberan cuando el fruto se pudre en el suelo.

## Distribución y hábitat
Es una especie muy común que se encuentra en los bosques caducifolios y semicaducifolios, sabanas arbustivas, zonas pacífica y atlántica; a una altitud de 20–1100 metros desde el sur de México a Costa Rica. 

## Taxonomía
Senna atomaria fue descrita por (L.) H.S.Irwin y Barneby y publicado en Memoirs of The New York Botanical Garden 35: 588. 1982.
Sinonimia
- Cassia arborescens Mill.
- Cassia atomaria L.
- Cassia chrysophylla A.Rich.
- Cassia elliptica Sesse & Moc.
- Cassia elliptica Kunth
- Cassia emarginata var. subunijuga Robinson & Bartlett
- Cassia grisea A.Rich.
- Cassia longisiliqua L.f.
- Cassia longisiliqua DC.
- Cassia michoacanensis Se'sse & Moc.
- Cassia triflora Vahl
- Isandrina maxonii Britton & Rose[4]